# 丹波篠山市立八上小学校
丹波篠山市立八上小学校（たんばささやましりつ やかみしょうがっこう）は、兵庫県丹波篠山市糯ケ坪（もちがつぼ）にある公立小学校。

## 概要
小学校は丹波篠山市街地から南東方向に約2キロメートル、篠山川の南で田畑が広がる田園地帯にある。南東方向、約2キロメートルには丹波富士と呼ばれる高城山（標高462ｍ）、丹波の古戦場八上城跡がある。
校舎は、1937年（昭和12年）に建築された木造校舎で、 1988年（昭和63年）から 1990年（平成2年）に校舎の大規模改修工事が完了しているが、2012年（平成24年度）に兵庫県下で初めてとなる大規模木造校舎の耐震補強工事を実施した。2015年（平成27年）3月20日付で兵庫県より景観形成重要建造物にふさわしい建物であることから指定を受ける。標高は、207メートル。児童数は、令和2年6月現在で92人。

### 施設の概要
- 住所：丹波篠山市糯ヶ坪89
- 建築年：1937年（昭和12年）
- 棟別：北棟、南棟、渡り廊下
- 構造：木造2階建て
- 延べ面積：925m2×2棟（北棟・南棟）
- 兵庫県より景観形成重要建造物に指定(（2015年3月20日付)[1]

## 沿革
- 1873年（明治6年）4月 - 篠山町に幹校として知新館を設置し、その支校として八上内・糯ケ坪・小多田の3か所に設置
- 1874年（明治7年）6月 - それぞれ内村学校・糯ケ坪学校・小多田学校日新小学校と改名
- 1884年（明治17年）2月 - 糯ケ坪小学校と改称、中等初等科設置
- 1887年（明治20年）4月 - 糯ケ坪簡易小学校を糯ケ坪稲荷神社に設置
- 1891年（明治24年）8月 - 八上尋常小学校となり、8月13日を創立記念日と設定
- 1892年（明治25年）4月 - 現在の場所に校舎新築落成
- 1902年（明治35年）3月 - 高等小学校併置
- 1924年（大正13年）3月 - 講堂落成
- 1937年（昭和12年）3月 - 新校舎落成（現校舎）[2]
- 1941年（昭和16年）4月 - 八上尋常高等小学校を八上国民学校と改称
- 1947年（昭和22年）4月 - 八上国民学校を八上小学校と改称 学校組合中部中学校八上分校併置
- 1950年（昭和25年）4月 - 学校組合中部中学校は、篠山中学校に合併
- 1955年（昭和30年）3月 - 講堂落成 運動場拡張工事完了
- 1955年（昭和30年）4月 - 町村合併により、篠山町立八上小学校と改称
- 1956年（昭和31年）4月 - 標準型25ｍプール完成（郡内初）
- 1968年（昭和43年）7月 - プール改修 子プール浄化設備完成
- 1988年（昭和63年）8月 - 木造校舎大規模改造事業 南校舎内部大改修完了
- 1989年（平成元年）11月 - 木造校舎本館大改修工事完了
- 1990年（平成2年）8月 - 校舎屋根ふき替え工事及び南校舎外側塗装工事完了
- 1991年（平成3年）3月 - 八上ふるさと資料館整備 第１次事業完了
- 1992年（平成4年）4月 - 幼稚園舎、特別教室竣工
- 1995年（平成7年）11月 - 健康推進学校兵庫県代表 全国大会にて表彰
- 1999年（平成11年）4月1日 - 多紀郡篠山町・今田町・丹南町・西紀町の4町が合併して篠山市が誕生し篠山市立八上小学校に改称
- 2005年（平成17年）3月 - プール改築工事完了
- 2011年（平成23年）3月 - 講堂の耐震補強工事完了
- 2012年（平成24年）12月 - 木造校舎耐震補強工事完了[2][3]
- 2015年（平成27年）3月20日 - 兵庫県の景観形成重要建造物等の指定を受ける（平成26年度第8次指定）[1]
- 2019年（令和元年）5月1日 - 篠山市から丹波篠山市への変更に伴い、丹波篠山市立八上小学に改称

## 教育目標
- 豊かな心を育み 自ら学び たくましく生きる 児童の育成

## 学校行事
| - 4月 始業式、入学式、春の遠足 - 5月 - 6月 自然学校 | - 7月 終業式 - 8月 - 9月 始業式 | - 10月 修学旅行 - 11月 学習発表会 - 12月 マラソン大会、終業式 | - 1月 始業式 - 2月 - 3月 6年生を送る会、卒業式、修了式 |

## 通学区域
- 池上、糯ケ坪、京町、渋谷、小多田、殿町、西八上、八上下、八上内[4]

## 進学先中学校
- 篠山中学校[4]

## 校区内の主な施設
- 丹波篠山市立八上幼稚園
- 丹波篠山市立たかしろ保育園
- 八上簡易郵便局

## 交通
- JR西日本福知山線篠山口駅 からウイング神姫（旧神姫グリーンバス）福住行で「八上小学校前」停留所下車

## 通学区域が隣接している学校
- 丹波篠山市立城南小学校
- 丹波篠山市立篠山小学校
- 丹波篠山市立城北畑小学校
- 丹波篠山市立城東小学校
- 三田市立母子小学校